# 闘魚 (ストリーミングサービス)
闘魚（DouYu、ドウユウ）は、武漢闘魚網絡科技有限公司が運営する、中国の弾幕ビデオライブストリーミングプラットフォーム。

## 概要
2019年現在、中国最大のライブストリーミングプラットフォームである。
日本の弾幕ビデオサイトniconicoに影響された弾幕ビデオサイトAcFunから派生した為、動画上にコメントが流れる弾幕ビデオの機能を持つ。
周辺サービスとしてゲームに特化したショート動画サイト「闘魚視頻」、ゲームプラットフォーム「闘魚遊戯」がある。
かつて系列サイトとしてDouyu Hongkongが運営の「Nonolive」とDouYu Japan運営の「Mildom（ミルダム）」が存在した。

## 歴史
- 2014年1月にAcFunのオーナーだった陳少杰が[4]、弾幕ビデオサイトAcFunのライブストリーミング事業「生放送[5]」を切り離して、広州闘魚網絡科技有限公司を設立し、ライブストリーミングプラットフォーム「闘魚（DouYu）」を開始した。
- 2016年4月、「闘魚（DouYu）」にて報酬システムの開始[6]。
- 2016年1月、プロスポーツライブの闘魚スポーツチャンネルをテンセント運営の企鵝直播に譲渡[7]。
- 2016年2月、広州闘魚網絡科技有限公司と武漢闘魚網絡科技有限公司が、資産および事業譲渡契約を締結。
- 2016年3月、テンセントからの出資を受け入れる[8]。
- 2016年4月、ウェブゲームプラットフォーム「闘魚遊戯」を開始[9][10]。
- 2016年6月に武漢闘魚が、Wuhan Yuxing Tianxia Culture Media Co., Ltd.、Wuhan Yuyin Raoliang Culture Media Co., Ltd.、Wuhan Yuwan Culture Media Co., Ltd.を設立。
- 2016年11月に武漢闘魚が、Wuhan DouYu Education Consulting Co., Ltd.、Wuhan Yu Leyou Internet Technology Co., Ltd.を設立。
- 2016年11月にゲームに特化したショートビデオサイト「闘魚視頻」を開始[11]。
- 2018年1月、新規上場を目的としてケイマン諸島にDouYu International Holdings Limitedを設立。
- 2018年1月に英領バージン諸島にDouYu Network Inc.が設立され、香港にDouYu Hongkong Limitedを設立。
- 2018年7月、2次元領域に特化したショートビデオアプリ「喵嘰」を開始[12]
- 2018年5月、DouYu Yuleが、Wuhan DouYuおよびWuhan Ouyueの株主とVIE契約を締結。
- 2018年10月、新設設立子会社であるGogo Glocal Holding Limitedを通じて、広州世訊信息科技有限公司からNonoliveのすべての営業資産を取得。
- 2018年12月7月、成都国星宇航科技有限公司と協力し、宇宙空間+ライブ放送を行う通信衛星「闘魚666号」を酒泉衛星発射センターから打ち上げる。
- 2019年7月17日、NASDAQ証券取引所に上場。
- 2019年8月、三井物産との共同出資で日本法人の株式会社DouYu Japanを設立[13]。

## Nonolive
東南アジア向けのライブストリーミングプラットフォーム。2016年6月に中国企業がインドネシアでリリースした。2018年10月闘魚（DouYu）がNonoliveのすべての営業資産を買収。買収完了後、弾幕ビデオ機能が追加された。2024年サービス終了。

## 企業構造
- DouYu International Holdings Limited[15][2] - NASDAQ上場の持株会社
  - DouYu Network Inc. 
    - DouYu Hongkong Limited
      - Wuhan DouYu Culture Network Technology Co., Ltd（"DouYu Yule"or"武漢闘魚魚楽網絡科技有限公司"）[16]
        - Wuhan Yuxing Tianxia Culture Media Co., Ltd.
        - Wuhan Yuyin Raoliang Culture Media Co., Ltd.
        - Wuhan DouYu Education Consulting Co., Ltd.
        - Wuhan Yu Leyou Internet Technology Co., Ltd.
        - Wuhan Yuwan Culture Media Co., Ltd.

  - Gogo Glocal Holding Limited
    - Doyu Hongkong Limited - ビデオライブストリーミングサービス『Nonolive』運営

  - 株式会社DouYu Japan - ビデオライブストリーミングサービス『Mildom（ミルダム）』運営

### VIE
- Wuhan DouYu Internet Technology Co., Ltd.（"武漢闘魚網絡科技有限公司"or”Wuhan DouYu”）【陳少杰 (35.15%), Linzhi Lichuang(18.98%), Mr. Dongqing Cai (13.18%), Beijing Fengye (13.16%)】 - ビデオライブストリーミングサービス『闘魚（DouYu）』運営
- Wuhan Ouyue Online TV Co., Ltd.("Wuhan Ouyue")【陳少杰100％】 - 『闘魚（DouYu）』アプリの提供